# Antenna 3 Radio Televisione Toscana
Antenna 3 è la principale emittente televisiva locale della città di Massa.

## Storia

### I primi anni come radio
Nel 1968, da un esperimento con un apparato autocostruito alimentato a batterie e un'antenna posizionata sul tetto di un condominio con un raggio di trasmissione di circa 800 m, un giovane appassionato di radiodiffusione, Andrea Lazzoni, avvia le prove tecniche di una radio in FM: Radio Massa. L'anno successivo, modifica un residuato bellico e trasmette stabilmente in FM, per qualche ora al giorno, con un raggio di circa due chilometri. Nel 1974, la polizia postale scopre la radio e la blocca. Nel novembre dello stesso anno, Lazzoni ci riprova, questa volta con una sede appositamente attrezzata e organizzata. La radio ha una vera e propria programmazione con musica, giochi telefonici, rubriche ed un giornale orario.

### Il passaggio alla televisione
Nel 1980, Andrea Lazzoni abbandona la radio e si sposta in televisione, fondando Antenna 3 Radio Televisione Toscana.